# Innokenty Smoktunovsky
Innokenty Smoktunovsky (em russo:  Инноке́нтий Миха́йлович Смоктуно́вский; 28 de março de 1925 – 3 de agosto de 1994) foi um ator russo aclamado como "pai dos atores soviéticos".[carece de fontes?]

## Biografia
Smoktunovsky nasceu em uma aldeia na Sibéria de uma família camponesa de etnia bielorrussa. Havia rumores de que ele descenderia de uma família polonesa, até mesmo nobre, mas o próprio ator desaprovava essas teorias afirmando que sua família era bielorrussa e não nobre.